# منتخب الاتحاد السوفيتي الأولمبي لكرة القدم
منتخب الاتحاد السوفيتي الأولمبي لكرة القدم  هو ممثل الاتحاد السوفيتي الرسمي في المنافسات الدولية في كرة القدم في فئة كرة قدم تحت 23 سنة للرجال
، يديريه الاتحاد السوفيتي لكرة القدم. تأسس في 1959.